# Isoctenus sigma
Isoctenus sigma är en spindelart som beskrevs av Schenkel 1953. Isoctenus sigma ingår i släktet Isoctenus och familjen Ctenidae.
Artens utbredningsområde är Venezuela. Inga underarter finns listade i Catalogue of Life.